# Oscar Wendt
Oscar Wendt (Göteborg, 24 oktober 1985) is een Zweeds voetballer die doorgaans als linksback speelt. Hij verruilde FC Kopenhagen in 2011 voor Borussia Mönchengladbach, waar hij in februari 2019 zijn contract verlengde tot medio 2020. Wendt was van 2007 tot en met 2017 international in het Zweeds voetbalelftal, waarvoor hij 28 interlands speelde.

## Clubcarrière
Wendt speelde in de jeugd van IFK Skövde, waarna hij in 2003 naar IFK Göteborg vertrok. Hiervoor debuteerde hij in 2003 in het betaald voetbal, in de Allsvenskan. Wendt speelde drie seizoenen voor IFK Göteborg. Daarin maakte met name coach Arne Erlandsen in het seizoen 2005 veel gebruik van hem. Göteborg eindigde dat jaar tweede in de competitie, vier punten achter Djurgårdens IF.
Wendt tekende in juli 2006 een vierjarig contract bij toenmalig regerend Deens kampioen FC Kopenhagen. In vijf seizoenen speelde hij 138 competitiewedstrijden voor de hoofdstedelingen. Nadat hij in de eerste twee jaar moest vechten voor zijn plek, was hij vanaf het seizoen 2008/09 een zekerheid in de basisopstelling van coach Ståle Solbakken. Wendt werd tijdens zijn verblijf in Denemarken vier keer landskampioen en won één keer de nationale beker.
Wendt verruilde FC Kopenhagen in juli 2011 transfervrij voor Borussia Mönchengladbach. Hij tekende hier een driejarig contract. Hij ging er voor zijn plek in de basis concurreren met Filip Daems. Dit was een strijd waarin hij het in eerste instantie moest afleggen. Wendt kwam in zijn eerste seizoen tot veertien wedstrijden in de competitie, waarna hij seizoen 2012/13 tot november moest wachten op zijn eerste speelminuten. Coach Lucien Favre liet hem vanaf dat moment wel nog 22 speelronden in de basis beginnen dat seizoen. Na nog een seizoen waarin hij de helft van de wedstrijden moest toekijken, promoveerde Favre hem in 2014/15 definitief tot basisspeler. Dat bleef hij in de jaren daarna ook onder Favre's opvolgers André Schubert en Dieter Hecking. Wendt speelde op 26 januari 2019 zijn 184e competitiewedstrijd voor Borussia Mönchengladbach. Daarmee verbrak hij het record van Daems (183 wedstrijden) en werd hij de actiefste niet-Duitser in de geschiedenis van de club.

## Interlandcarrière
Wendt debuteerde op 14 januari 2007 onder leiding van bondscoach Lars Lagerbäck in het Zweeds voetbalelftal, in een met 2-0 verloren oefeninterland in en tegen Venezuela. Die wedstrijd maakten ook Daniel Mobaeck, Ola Toivonen, Markus Jonsson, Daniel Nannskog en Olof Guterstam hun interlanddebuut. Wendt speelde die week nog twee interlands, waarna hij tot augustus 2008 moest wachten voor hij weer werd opgeroepen. Dit patroon van periodes wel en niet bij de selectie van het nationale elftal bleef zich zijn hele interlandcarrière herhalen. Zweden kwalificeerde zich gedurende die tijd voor zowel het EK 2008, EK 2012 als het EK 2016. Bondscoaches Lagerbäck en Erik Hamrén namen hem voor geen van deze toernooien op in hun selecties. Nadat hij in november 2016 voor het laatst uitkwam voor Zweden, beëindigde Wendt in maart 2017 zijn interlandcarrière.

## Erelijst
| Kampioen Superligaen | 4x | 2006/07, 2008/09, 2009/10, 2010/11 |
| Beker van Denemarken | 1x | 2008/09                            |